# طيطان بحري
سوسن أو البصيل أو نوار الكلب الطيطان البحري أو بصل البر أو حِلّزَة بحرية أو قَعْبل أو قُعبول أو فَسوَة الضبع أو فسوة الذئب  (باللاتينية: Pancratium maritimum) نوع نباتي ينتمي إلى جنس الطيطان من الفصيلة النرجسية.

## الموئل والانتشار
ينتشر في بلاد الشام والمغرب العربي وكامل حوض البحر الأبيض المتوسط والقوقاز.

## مرادفات للاسم العلمي
- (باللاتينية: Hymenocallis maritima (L.) M. Roem.)
- (باللاتينية: Hymenocallis caroliniana (L.) Herb.)
- (باللاتينية: Hymenocallis lacera Salisb., nom. superfl.)
- (باللاتينية: Hymenocallis ruizii M. Roem.)
- (باللاتينية: Pancratium abchasicum Regel)
- (باللاتينية: Pancratium aegyptiacum M. Roem.)
- (باللاتينية: Pancratium angustifolium Lojac., nom. illeg.)
- (باللاتينية: Pancratium angustifolium M. Roem.)
- (باللاتينية: Pancratium barcinonense Sennen)
- (باللاتينية: Pancratium carolinianum L.)
- (باللاتينية: Pancratium linosae Soldano & F. Conti)
- (باللاتينية: Pancratium mirennae Mattei)
- (باللاتينية: Scilla parva Garsault)